# Ping (Golf)
PING ist ein Markenname für Golfausrüstung. Hersteller ist das US-amerikanische Unternehmen Karsten Manufacturing Corporation (KMC) mit Sitz in Phoenix (Arizona). Gegründet wurde es von dem Norweger Karsten Solheim. Neben Titleist, Callaway Golf, Nike, TaylorMade, Cleveland Golf und Cobra Golf gehört PING zu den bekanntesten Marken bei Schlägern und anderen Ausrüstungsgegenständen.

## Ausgangspunkt Putter
Ende der 1950er Jahre war Karsten Solheim, damals noch Ingenieur bei General Electric, unzufrieden mit dem bestehenden Angebot an Puttern. Folglich konstruierte er 1959 einen eigenen Putter, den er per Handarbeit in der heimischen Garage baute. Er erhielt den Namen "PING 1A". PING stand für das Geräusch, das beim Treffen des Balls entstand. "In der Anfangszeit empfanden viele den kantigen Schläger, der eher an einen metallenen Schrubber erinnerte, als "hässlich", doch mit seiner neuartigen Gewichtsverteilung im Schlägerkopf ("heel-toe Balance" genannt) war der 1A für seine Zeit absolut revolutionär". Bereits 1962 gewann John Barnum das erste Profiturnier der PGA. Durch Modelle wie den "Anser" gehört PING nach wie vor zu den führenden Herstellern bei Puttern. Insgesamt 2300 Turniersiege (darunter 47 Erfolge bei den Majors) wurden seit 1962 mit PING-Puttern erzielt.

## Verbesserung bei Produktion und Custom Fitting
Aus dem Handbetrieb in der Garage des Gründers wurde eines der weltweit führenden Unternehmen für Golfausrüstung. Hierzu trugen Innovationen bei der Herstellung bei. Der Ingenieur Karsten Solheim nutzte die technischen Neuerungen seiner Zeit wie Techniken der Form-Metallgießerei oder der Wärmebehandlung von Metall. Solheim erwarb unter anderem Anteile an Gießereien und Spezialfirmen.
PING war Pionier in Sachen individueller Anpassung von Schlägern an den jeweiligen Spieler, dem sogenannten custom fitting. Bereits in den 1970er Jahren wurde es den Kunden ermöglicht, sich ihre Schläger Maßschneidern zu lassen.
Es gibt aber auch Standardeinstellungen laut dem Ping-Farbcode: Schwarz, Blau, Grün oder Weiß. Der Punkt auf dem Ping-Eisen beschreibt die Änderung des Winkels (Lie) des Schlägerkopfes zum Schaft, was sich natürlich in einer Änderung des Winkels zum Boden widerspiegelt. Idealerweise ist natürlich im Moment des Treffens des Balls der Schlägerkopf parallel zum Boden. Informationen dazu findet man auf der Ping-Webseite, wenn man sich dann dort das Video "Fitting für den Lie Winkel" heraussucht. Die Standardeinstellung des Lie ist Schwarz, also ein schwarzer Punkt auf dem Ping-Eisen.
1989 führte PING den "Bag Stand" ein, eine Golftasche mit aufklappbarem, dreibeinigem Ständer, der für einen sicheren Stand der Tasche sorgte.

## Spieler
Eine Reihe erfolgreicher Profigolfer werden von PING ausgestattet. Dazu gehören bei den Männern die Major-Gewinner Ángel Cabrera, Mark Calcavecchia sowie Lee Westwood, Miguel Ángel Jiménez, die Rydercup-Spieler Hunter Mahan und Chris DiMarco und Longhitter Bubba Watson. Zu den Topprofis der Frauen zählen die Weltranglistenerste bei den Frauen und Major Gewinnerin Lorena Ochoa sowie Sherri Steinhauer.